# ایلان لیندن‌اشتراوس
ایلان لیندن‌اشتراوس (به عبری: אילון לינדנשטראוס) (زاده ۱ اوت ۱۹۷۰، اورشلیم) ریاضیدان اسرائیلی و استاد دانشگاه عبری اورشلیم و دانشگاه پرینستون است. ایلان لیندن‌اشتراوس در سال ۲۰۱۰، برنده مدال فیلدز شد، که بالاترین جایزه در ریاضیات است.